# Montignac, Dordogne
Montignac (occitanska: Montinhac) är en kommun i departementet Dordogne i regionen Nouvelle-Aquitaine i sydvästra Frankrike. Kommunen ligger i kantonen Montignac som tillhör arrondissementet Sarlat-la-Canéda. År 2022 hade Montignac 2 760 invånare.

## Befolkningsutveckling
Antalet invånare i kommunen Montignac
Referens:INSEE